# 橋下×羽鳥の番組
『橋下×羽鳥の番組』（はしもと はとりのばんぐみ）は、2016年4月11日から2017年9月25日までの間、テレビ朝日系列の『ネオバラエティ』枠で放送された討論バラエティ番組である。橋下徹と羽鳥慎一の冠番組。

## 概要
2015年12月をもって政界を引退した橋下徹が8年ぶりにバラエティ番組に復帰するにあたり、開始されることとなった。なお、橋下と羽鳥は早稲田大学政治経済学部経済学科の同級生であるが、学生時代の面識はない。
番組内容は2016年3月23日（水曜日）19:00 - 21:48に放送されたパイロット版特別番組『橋下×羽鳥の新番組始めます!』（はしもと はとりのしんばんぐみはじめます）において、3つの企画をシミュレーションして決める予定であったが、結果的には前述の3つの企画をしばらくやっていき、レギュラー放送の中でも番組内容を決めていくこととなった。この経緯から、番組タイトルには同年6月27日までの間、『橋下×羽鳥の新番組（仮）』（はしもと はとりのしんばんぐみ かっこかり）という、（仮）が含まれた状態での開始となった。レギュラー版ではすべての回が討論企画「橋下さん、今の日本、ここがオカしくないですか?」になっている。同年7月4日放送分から、現番組名に改題された。
原則事前収録だが、2017年7月3日等一部の回で、当日撮って出し（疑似生放送形式）が行われた回もある。
開始から1年半後の2017年9月25日に終了した。
レギュラー放送終了後、2017年12月2日（土曜）14:55 - 16:25に『橋下×羽鳥のニュースで話題になったあの人…調べてみた』（はしもと はとりのニュースでわだいになったあのひと しらべてみた）のタイトルで復活特番が放送された。
スポーツ紙の芸能面における橋下のサムネイル画像は、常にこの番組の制作発表当時の物が使われる。

## 出演者
MC
- 橋下徹
- 羽鳥慎一

主なパネラー
- 麻木久仁子
- 石原良純
- 尾木直樹
- 北村晴男
- 金慶珠
- 木村草太
- 木村太郎
- 小島慶子
- 小西洋之
- 小林よしのり
- 杉村太蔵
- 田嶋陽子
- デーブ・スペクター
- テリー伊藤
- 西村博之
- 東国原英夫
- 平井理央
- 堀江貴文
- 三浦瑠麗
- 森永卓郎
- 吉木誉絵

その他、現役国会議員、都道府県知事も出演していた。
傍聴人
- 2016年5月9日から10月31日まで「傍聴人」として2～3人程度の若いタレントが出演していた。

## 主な企画
ナロウショー
狭いエリアで新聞には載らない話題のニュースを橋下・羽鳥の2人がリポートする。
橋下さん、今の日本、ここがオカしくないですか?
スタジオゲストが「今の日本はここがおかしい」と思っていることを発表し、激論を交わす。
教えてあげる!橋下ちゃん
大阪に付きっきりであった橋下にゲストが話題になっている人物・モノを紹介する。
今週のカレンダー
収録週に起きた出来事について、ゲストが激論を交わす。
なぜ怒っているんですか?
街の人に最近怒っていることを聞き取り調査し、現代社会の問題を浮き彫りにする。
橋下×羽鳥の道徳塾
日本社会で問われている「道徳的問題」について、論客たちが賛成・反対の2組に分かれて議論を交わし、どちらの道徳心が正しいのかジャッジする。
論客面談
橋下に一言物申したい論客が登場して橋下と1vs1で激論を交わす。橋下を言い負かす新しい論客を見つける企画。
橋下×羽鳥の都道府県ランキング
巷に溢れる様々な都道府県のランキングから明らかになる各都道府県の問題点や魅力を現役の知事とともに見ていく。

## スタッフ

### レギュラー版
- 企画：奥川晃弘
- ナレーション：小林清志
- 構成：鈴木おさむ/矢野了平/とちぼり元、山際良樹、山下和規/都築浩、安達譲、市川篤、坂本龍二、松葉佐彰仁、オオガネクヨシタカ、内堀隆史（週替り）/デーブ八坂（毎週）
- TM：長谷川正和
- TD：平間隆啓、古橋稔
- カメラ：古橋稔、山田和裕、宮本邦慶、清水美保、星和宏、高橋謙太、五木田智
- 音声：江尻和茂、林田群士
- VE：山田由香、駒井譲
- 照明：吉原由樹、岩永智宏
- 美術：小山晃弘
- デザイン：濱野恭平、豊田裕基
- 美術進行：渡邊眞太郎
- 大道具：野間恵美子、副島信太郎、畠山豊
- 電飾・特機：黒野堅太郎、西尾亘平、大渡華子
- モニター：鈴木久、栗野熊太、大西勇史
- 小道具：鳴嶋篤史
- 特殊効果：釜田智志
- CG：南治樹、山本裕之
- TK：高橋由佳、池田真梨絵
- 宣伝：高橋夏子
- デスク：稲月彰子
- メイク：川口カツラ店
- 編成：田中真由子・西岡佐知子（毎週）/吉村周（週替り）
- 編集：山内靖太郎、丸山正浩（毎週）
- MA：近藤宏紀、吉永龍哉、寺田朋美（週替り）
- 音効：佐藤卓嗣
- AD：吉川なるみ、金子陽央、熊谷友弥
  - ZIPPY側：関谷倫寿・森山聡大・森谷大輔・新島のどか・森田大輝
  - IVSテレビ制作側：高木彬光・内村貴徳・伊藤佑樹
  - Big Face側：川島圭太・西方麻奈美・滝航・門倉勝次
  - VISUAL VOICE側：貝沼亜美・武藤壱幸・渡部有喜
  - PANDA22側：室井麻希・仁藤博臣
- AP：渡邊優子（毎週）
  - ZIPPY側：斎藤恵・鈴木恵
  - IVSテレビ制作側：門間さやか
  - Big Face側：米川宝（以前はAD）
  - VISUAL VOICE側：榎本有紀
  - PANDA22側：佐々木亜季実・長篤志
- ディレクター
  - ZIPPY側：桑原慶介・小林泰・三浦信一・永井洋之・須藤拓也
  - IVSテレビ制作側：小林啓之・水沼保和・関麻佑子・山崎勝・九重良輔
  - Big Face側：大岩タカユキ・土屋大路・庄司金之助・山田和也・山崎正幸
  - VISUAL VOICE側：二村啓太・池田修大
  - PANDA22側：見崎陽亮・宮内佑弥
- チーフディレクター：山田俊介（山田→以前はディレクター）
- プロデューサー：荻野健太郎・遠藤由一郎・河口勇治
  - ZIPPY側：北條とも子
  - IVSテレビ制作側：田中眞理子
  - Big Face側：大橋豪・碓氷容子
  - VISUAL VOICE側：石和富志男
  - PANDA22側：笹野健太郎
- ゼネラルプロデューサー：樋口圭介・奥田創史
- 制作協力：ZIPPY PRODUCTION、IVSテレビ制作、Big Face、VISUAL VOICE、PANDA22
- 制作著作：テレビ朝日

### 過去のスタッフ
- 構成：樋口卓治
- TM：太田憲治
- 美術進行：小笠原吾郎
- 電飾・特機：田中徳一
- 編集：堤剛志
- 編成：山本文隆・大沢解都・北村麻美（大沢・北村→毎週）
- AP
  - ZIPPY側：松本幸子
  - IVSテレビ制作側：山口芳枝
  - PANDA22側：嶋矢櫻
- プロデューサー
  - IVSテレビ制作側：錦信次・近藤照代
  - PANDA22側：岩井秀行
- チーフディレクター：木津優

### パイロット版
- 企画：奥川晃弘
- ナロウショー
  - ナレーション：小野寺一歩、馬場典子
  - 構成：中野俊成、高橋秀一、町田直也
  - 編集：五十嵐剛輝
  - MA：水津一博
  - 音効：井上研一
  - 制作進行：今泰之、小鴨翔
  - AP：本山麻美
  - ディレクター：近藤大輔、倉田敬之、橋本伸行、須田岳未
  - 制作協力：FOOLENLARGE
  - プロデューサー：森田篤・渡邊奈津子
- 橋下さん、今の日本、ここがオカしくないですか?
  - ナレーション：服部伴蔵門
  - 構成：樋口卓治、矢野了平
  - 編集：森川隆孝
  - MA：松岳宏明
  - 音効：小関孝宏
  - ディレクター：桑原慶介、田島与真、三浦信一、小林泰
  - 制作協力：ZIPPY
  - AP：松本幸子
  - プロデューサー：北條とも子
- 教えてあげる!橋下ちゃん
  - ナレーション：ジョージ・ウィリアムズ
  - 構成：都築浩、安達××、市川篤、坂本龍二
  - 編集：北澤孝司
  - MA：岩下順
  - 音効：久坂惠紹
  - ロケ協力：箱根園ゴルフ場
  - ディレクター：大岩タカユキ、庄司金之助、山田和也
  - 制作協力：Big Face
  - AP：碓氷容子
  - プロデューサー：大橋豪
- 構成：デーブ八坂
- TM：太田憲治
- 美術：小山晃弘
- 編集：堤剛志
- MA：近藤宏紀
- 音効：佐藤卓嗣
- CG：南治樹、山本裕之
- TK：高橋由佳、池田真梨絵
- 宣伝：高橋夏子
- 編成：吉村周・北村麻美
- 衣裳協力：永島服飾、髙島屋
- AP：渡邊優子
- チーフディレクター：木津優
- プロデューサー：荻野健太郎・遠藤由一郎
- ゼネラルプロデューサー：樋口圭介・奥田創史
- 制作著作：テレビ朝日

### 復活特番
- ナレーション：平野義和
- 構成：鈴木おさむ、とちぼり元、市川篤
- TM：高田格
- TD：平間隆啓
- カメラ：玉手康裕
- MIX：林田群士
- 音声：佐久間裕子
- VE：山田由香
- MTR：木島洋
- 照明：岩永智宏
- 美術：小山晃弘
- デザイン：豊田裕基
- 美術進行：柴田岳
- 大道具：副島信太郎
- 電飾：西尾亘平
- メイク：加口カツラ魅せ
- CG：南治樹
- 編集：山内靖太郎、丸山正浩
- 音効：佐藤卓嗣
- TK：高橋由佳
- 編成：田中真由子
- 宣伝：高橋夏子
- 写真・映像協力：読売新聞/アフロ、毎日新聞社/アフロ、日刊スポーツ/アフロ、APアフロ、ロイター/アフロ、アフロ、PIXTA、Getty Images
- 衣装協力：永島服飾、高島屋、DHOLIC、imac
- 技術協力：テイクシステムズ、共立ライティング
- 制作協力：IVSテレビ制作、PANDA22
- 制作スタッフ：細田翔太朗、伊藤佑樹、小川修平、馴田裕香、上島明子
- アシスタントプロデューサー：渡邊優子、門間さやか、長篤志
- ディレクター：小林啓之、関麻佑子、筏津英一、宮内佑弥、田中久義、村松敬祐、金澤英憲
- チーフプディレクター：山田俊介
- プロデューサー：遠藤由一郎、錦信次・近藤照代（IVSテレビ制作）、大保大輔・佐々木亜季実（PANDA22）
- ゼネラルプロデューサー：樋口圭介
- 制作著作：テレビ朝日

## ネット局
| 放送対象地域   | 放送局                  | 系列           | 放送曜日・放送時間            | 備考          |
| -------------- | ----------------------- | -------------- | ----------------------------- | ------------- |
| 関東広域圏     | テレビ朝日 (EX)         | テレビ朝日系列 | 月曜 23:15 - 翌0:15           | 製作局        |
| 北海道         | 北海道テレビ (HTB)      | テレビ朝日系列 | 月曜 23:15 - 翌0:15           | 同時ネット    |
| 青森県         | 青森朝日放送 (ABA)      | テレビ朝日系列 | 月曜 23:15 - 翌0:15           | 同時ネット    |
| 岩手県         | 岩手朝日テレビ (IAT)    | テレビ朝日系列 | 月曜 23:15 - 翌0:15           | 同時ネット    |
| 宮城県         | 東日本放送 (KHB)        | テレビ朝日系列 | 月曜 23:15 - 翌0:15           | 同時ネット    |
| 秋田県         | 秋田朝日放送 (AAB)      | テレビ朝日系列 | 月曜 23:15 - 翌0:15           | 同時ネット    |
| 山形県         | 山形テレビ (YTS)        | テレビ朝日系列 | 月曜 23:15 - 翌0:15           | 同時ネット    |
| 福島県         | 福島放送 (KFB)          | テレビ朝日系列 | 月曜 23:15 - 翌0:15           | 同時ネット    |
| 長野県         | 長野朝日放送 (abn)      | テレビ朝日系列 | 月曜 23:15 - 翌0:15           | 同時ネット    |
| 新潟県         | 新潟テレビ21 (UX)       | テレビ朝日系列 | 月曜 23:15 - 翌0:15           | 同時ネット    |
| 静岡県         | 静岡朝日テレビ (SATV)   | テレビ朝日系列 | 月曜 23:15 - 翌0:15           | 同時ネット    |
| 石川県         | 北陸朝日放送 (HAB)      | テレビ朝日系列 | 月曜 23:15 - 翌0:15           | 同時ネット    |
| 中京広域圏     | メ〜テレ (NBN)          | テレビ朝日系列 | 月曜 23:15 - 翌0:15           | 同時ネット    |
| 広島県         | 広島ホームテレビ (HOME) | テレビ朝日系列 | 月曜 23:15 - 翌0:15           | 同時ネット    |
| 山口県         | 山口朝日放送 (yab)      | テレビ朝日系列 | 月曜 23:15 - 翌0:15           | 同時ネット    |
| 香川県・岡山県 | 瀬戸内海放送 (KSB)      | テレビ朝日系列 | 月曜 23:15 - 翌0:15           | 同時ネット    |
| 愛媛県         | 愛媛朝日テレビ (eat)    | テレビ朝日系列 | 月曜 23:15 - 翌0:15           | 同時ネット    |
| 福岡県         | 九州朝日放送 (KBC)      | テレビ朝日系列 | 月曜 23:15 - 翌0:15           | 同時ネット    |
| 長崎県         | 長崎文化放送 (NCC)      | テレビ朝日系列 | 月曜 23:15 - 翌0:15           | 同時ネット    |
| 熊本県         | 熊本朝日放送 (KAB)      | テレビ朝日系列 | 月曜 23:15 - 翌0:15           | 同時ネット    |
| 大分県         | 大分朝日放送 (OAB)      | テレビ朝日系列 | 月曜 23:15 - 翌0:15           | 同時ネット    |
| 鹿児島県       | 鹿児島放送 (KKB)        | テレビ朝日系列 | 月曜 23:15 - 翌0:15           | 同時ネット    |
| 沖縄県         | 琉球朝日放送 (QAB)      | テレビ朝日系列 | 月曜 23:15 - 翌0:15           | 同時ネット    |
| 近畿広域圏     | 朝日放送 (ABC)          | テレビ朝日系列 | 火曜 0:30 - 1:32 （月曜深夜） | 1時間15分遅れ |
| 高知県         | テレビ高知（KUTV）      | TBS系列        | 月曜 15:20 - 16:20            | 遅れネット    |